# Rußköpfchen
Das Rußköpfchen (Agapornis nigrigenis) ist eine Art aus der Gattung der Unzertrennlichen. Gemeinsam mit den anderen Arten dieser Gattung sowie dem Graupapagei, den Langflügelpapageien, dem Halsbandsittich und den auf Madagaskar endemischen Vasapapageien zählt diese Art zu den typischen Papageienarten der Afrotropis.

## Beschreibung
Rußköpfchen wurden lange als Unterart der Schwarzköpfchen angesehen. Sie sind mit 14 Zentimeter etwas kleiner als diese Art, ähneln ihr aber im übrigen Erscheinungsbild. Das Körpergefieder sowie der Schwanz ist grün, das Gesicht ist dunkelgrau und wird zum Nacken hin Olivfarbig. Die Stirn ist leicht rotbraun und die Brust leicht rosa. Das Kinn, die Kehle, die Wangen und die Handschwingen sind dunkelbraun. Die Augen sind dunkel mit einem weißen Augenring. Der Schnabel ist leuchtend rot. Männchen und Weibchen unterscheiden sich nicht.
Sie werden bis zu 20 Jahre alt.

## Verbreitung und Lebensraum
Das Verbreitungsgebiet des Rußköpfchens ist stark begrenzt. Populationen gibt es nur im südlichen Kafue-Nationalpark, im Südwesten Sambias entlang des Sambesis bis zu den Victoriafällen und in Simbabwe. In Simbabwe sind sie möglicherweise bereits ausgestorben.
Sie bewohnen offenes Waldland, hauptsächlich Akazienwälder. Oft sind sie in feuchtwarmen, bewaldeten Flusstälern und Auenwäldern anzutreffen und in Gebieten mit Feigenbäumen. Sie sind darauf angewiesen, dass es in ihrem Lebensraum offene Wasserstellen gibt. In Trockenzeiten, wenn diese Wasserstellen trockenfallen, wandern die Vögel in großen Schwärmen ab.
Sie kommen in Höhen von 600 bis 1000 Metern vor.

## Lebensweise und Ernährung
Sie leben in Gruppen oder in kleinen Schwärmen von wenigen Dutzend Tieren.
Als Nahrung dienen überwiegend Grassamen sowie die kleinen Samen anderer Pflanzen. Während der Reifezeit von Mais, Getreide und Hirse fallen sie auch auf landwirtschaftlichen Anbauflächen ein, weswegen sie auch als Schädlinge gelten.

## Fortpflanzung
Das Weibchen baut das Nest aus Rinden und Blättern, die es im Schnabel transportiert. Das Nest wird selbst dann weitergebaut, wenn die Jungen geschlüpft sind.
Die Brutzeit ist November bis Dezember, dann werden drei bis fünf Eier gelegt, die dann ca. 24 Tage bebrütet werden. Die Jungen sind nach ca. sechs Wochen flügge.

## Lautäußerung
Ihre Schreie klingen schrill in einer hohen Tonlage und folgen schnell aufeinander.

## Gefährdung
Sie gelten als eine bedrohte Art, da ihre Bestände gering sind und sie durch Habitatzerstörungen bedroht sind. Besonders nachteilig wirkt sich für diese Art der Rückgang von Oberflächengewässern aus. Anscheinend haben sich die Bestände nach massiven Wildfängen Anfang des 20. Jahrhunderts nie mehr richtig erholt.